# 欧邦斯河畔沙尔塞圣埃利耶
欧邦斯河畔沙尔塞-圣埃利耶（法語：Charcé-Saint-Ellier-sur-Aubance，法語發音：[ʃaʁse sɛ̃.t‿elje syʁ obɑ̃s] ⓘ）是法国曼恩-卢瓦尔省的一个旧市镇，属于昂热区。欧邦斯河畔沙尔塞-圣埃利耶于1972年由原市镇沙尔塞（Charcé）和圣埃利耶（Saint-Ellier）合并而成。2016年12月15日，欧邦斯河畔沙尔塞-圣埃利耶和相邻的9个市镇合并为新市镇布里萨克-卢瓦尔-欧邦斯。

## 地理
欧邦斯河畔沙尔塞圣埃利耶（47°21'21"N, 0°24'37"W）面积16.84 平方千米，位于法国卢瓦尔河地区大区曼恩-卢瓦尔省，该省份为法国西部内陆省份，大致对应安茹地区，北起顺时针与马耶讷省、萨尔特省、安德尔-卢瓦尔省、维埃纳省、德塞夫勒省、旺代省、大西洋卢瓦尔省和伊勒-维莱讷省接壤。

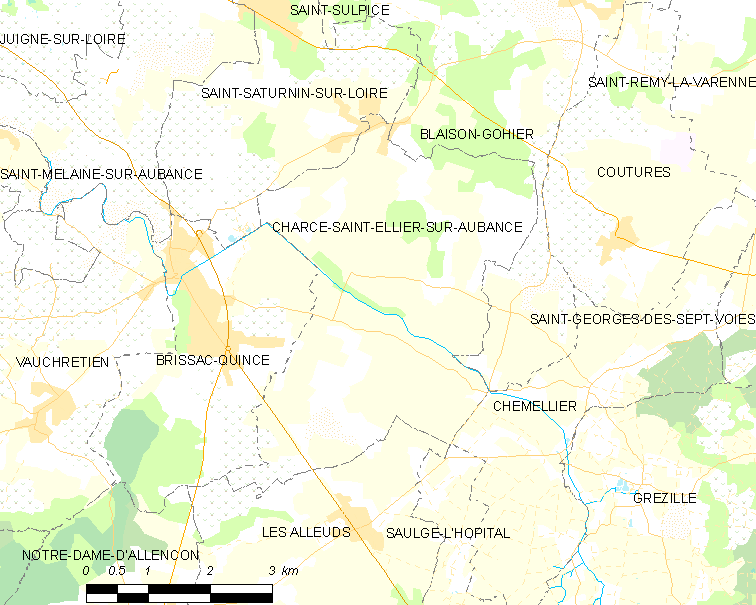
欧邦斯河畔沙尔塞圣埃利耶的OSM定位图

与欧邦斯河畔沙尔塞圣埃利耶接壤的市镇（或旧市镇、城区）包括：莱萨勒、布莱松-圣叙尔皮斯、布里萨克-坎塞、舍姆利耶、卢瓦尔河畔圣萨蒂南、索尔热洛皮塔勒。
欧邦斯河畔沙尔塞圣埃利耶的时区为UTC+01:00、UTC+02:00（夏令时）。

## 行政
欧邦斯河畔沙尔塞圣埃利耶的邮政编码为49320，INSEE市镇编码为49078。

## 政治
欧邦斯河畔沙尔塞圣埃利耶所属的省级选区为莱蓬德塞县。

## 人口
欧邦斯河畔沙尔塞圣埃利耶于2018年1月1日时的人口数量为797人。

1962-2008年间欧邦斯河畔沙尔塞圣埃利耶人口变化图示